# Erdei János (gépészmérnök)
Erdei János (Makó, 1892. április 9. – Budapest, 1990. március 23.) magyar mezőgazdász, gépészmérnök, a mezőgazdasági tudományok kandidátusa (1956).

## Életpályája
Szülei Erdei József földműves és Mazsi Anna voltak. Makón érettségizett 1911-ben. A budapesti Műegyetem gépészmérnöki karán kezdte egyetemi tanulmányait. Az első világháborúban katona volt, majd hadifogoly lett. Tanulmányait 1918 őszétől folytatta. Diplomájának megszerzése után 1921-től Debrecenben a Gazdasági Akadémián tanított, előbb tanársegéd, 1927-től rendkívüli tanár, 1937-től rendes akadémiai tanár volt. 1945–1951 között Budapesten a Földművelésügyi Minisztériumban a gépészeti osztály, illetve főosztály vezetője volt. 1952–1990 között a Mezőgazdasági Főiskola oktatója volt. 1956-ban a kandidátusi fokozatot A mezőgazdasági gépi normák kimunkálása című disszertációjával kapta meg.
Sírja a Farkasréti temetőben található (6/15-1-21).

## Művei
- Mezőgazdasági traktorok szerkezete és kezelése (Budapest, 1928)
- Általános géptan gazdasági akadémiai hallgatók és gazdák számára (Budapest, 1930)
- Mezőgazdasági fizika (Budapest, 1935)
- A mechanizált orosz kollektív gazdálkodás (1937)
- Összehasonlító veszteségi kísérletek gépi és kézi aratásnál (1942)
- Talajművelőgépek (Budapest, 1944; 1947)
- Az új magyar közoktatás tervezete (1945)
- Mezőgazdasági traktorok (1949-1951)
- SZTZ-3 lánctalpas traktor kezelési utasítása (1950)
- A növénytermelés gépei (1952)
- A silózás gépesítése (1952)
- Mezőgazdasági gépek és eszközök (1952)
- Vető-, műtrágyázó- és ültetőgépek üzemeltetése (1952)
- A mezőgazdasági gépesítés időszerű kérdései (1954)
- Az állattenyésztés gépei (1955)
- A mezőgazdasági gépi normák kimunkálása (1956)
- A mezőgazdasági gépi munkákkal kapcsolatos tervezés (1956)
- A kukoricatermesztés gépesítésének néhány kérdése (1956)
- A traktoros szállítási munkák normázása és tervezése (1957)
- Mezőgazdasági erőgépek üzemeltetése (1958)
- Talajellenállás mezőgazdasági talajművelő gépek üzemeltetésekor (1959)
- Finomkivágás (1965)
- A 100 éves Mezőgazdasági Gépkísérleti Intézet története (1969)

## Díjai, elismerései
- Munka Érdemrend (1954)[5]